# Den økologiske have
Den økologiske have er en dansk dokumentarfilm fra 1981 med instruktion og manuskript af Lars Brydesen.

## Handling
Interessen for at dyrke køkkenhave er stigende, og man må konstatere en endnu stærkere stigning i interessen for at dyrke giftfrit. Det er faktisk muligt ved målrettet arbejde at få udbytter, der mængdemæssigt ikke står tilbage for, og som kvalitetsmæssigt ligger over, hvad man kan få med kunstgødning og giftsprøjtning. Dette system kaldes økologisk havebrug.